# ギア・ノディア
ギア・ノディア（グルジア語: გია ნოდია、グルジア語ラテン翻字: Gia Nodia、1954年9月4日 – ）は、ジョージアの政治学者。2008年に教育科学大臣を務めた。

## 生涯
ノティアは1976年にトビリシ国立大学の哲学・心理学部を卒業。1982年に哲学博士号を取得。1980年から2001年までジョージア国立科学アカデミーの哲学研究所に勤務し、1982年から1990まで科学主事、1990年から1995年まで政治哲学局長を務めた。
1994年から2002年までトビリシ国立大学社会学部で助教授。2005年、イリア国立大学で教授に着任。哲学・政治学部の学部長も務めた。また彼はケナン研究所（1991年–1992年）、国際民主主義フォーラム（1996年）、カリフォルニア大学バークレー校共産主義およびポスト共産主義研究センター（1997年）、ベルリン自由大学（1998年–1999年）、ブリュッセル自由大学（2004年）で研究員を務めた。
1992年よりコーカサス平和・民主主義・開発研究所所長に就任。続いてジョージア大統領顧問（1993年–1994年）、外務省外交政策分析センター長（1997年–2004年）、オープンソサエティ・ジョージア財団理事（2004年–2005年）、ジョージア教育科学大臣（2008年1月–2008年12月）を歴任。その後、イリア国立大学の国際コーカサス研究大学院で大学院長に就任。
彼は政治、哲学、文化に関する書籍や論文を多数執筆している。